# جهان باز (کتاب)
جهان باز نام کتابی از فیلسوف شهیر اتریشی کارل پوپر است. این کتاب توسط رحمت‌اله جباری ترجمه و در شرکت سهامی انتشار چاپ شده است.
در بخشی از این کتاب آمده است: "گزارش روشن و قدرتمند لاپلاس دربارۀ «جبرگرایی» از عقل سلیم فراتر می‌رود به گونه‌ای ژرف با تاریخ علم مغرب زمین درمی‌آمیزد. با این همه می‌توان با «جبرگرایی لاپلاسی» مخالفت کرد. و من در این کتاب با آن مخالفت می‌کنم. من به سهم خویش جبرگرا نیستم؛ و به عنوان وظیفه به عهده گرفته‌ام که در این کتاب جایگاهی در درونِ نظریه فیزیکی، و در قلمرو کیهان‌شناسی برای «اختیارگرایی» پدید آورم. از این رو معتقدم که جبرگرایی لاپلاسی معتبر نیست، و علاوه بر این فیزیک رسمی و فیزیک معاصر بدان نیازمند نیستند، بحث من دربارۀ طرح و برنامۀ کیهان‌شناسی خواهد بود و به جای بحث دربارۀ معانی کلمات و الفاظ و انتقادات کلامی، دربارۀ خصوصیّت و خصلتِ جهان‌ها بحث خواهم کرد."